# Старосельцево (Белгородская область)
Старосельцево — село в Волоконовском районе Белгородской области России. Входит в состав Грушевского сельского поселения.

## География
Село расположено в юго-восточной части Белгородской области, на правом берегу реки Оскола в 4,7 км по прямой к юго-западу от районного центра Волоконовки. Ближайший населённый пункт: расположенный на противоположном, левом, берегу Оскола посёлок Пятницкое.

## История
В 1859 году — Бирюченского уезда «деревня казенная Старосельцева при реке Осколе» «по левую сторону тракта на город Харьков».
В 1900 году — Бирюченского уезда Верхнелубянской волости «деревня Старосельцева (Хрикин) при реке Осколе», земельный надел 1183,5 десятины, общественное здание.
С июля 1928 года «поселок Старосельцево» в Пятницком сельсовете Волоконовского района.
В 1970—1990-е годы учитывалось как село Старосельцево в Грушевском сельском совете Волоконовского района.
В 2010 году село Старосельцево числится в составе Грушевского сельского поселения Волоконовского района Белгородской области.

## Население
В 1859 году в деревне насчитывалось 65 дворов, 500 жителей (239 мужчин, 261 женщина).
В 1900 году — 538 жителей (265 мужчин, 273 женщины).
На 1 января 1932 года в Старосельцеве — 540 жителей.
По данным переписей населения в селе Старосельцеве на 17 января 1979 года — 306 жителей, на 12 января 1989 года — 228 (95 мужчин, 133 женщины), на 1 января 1994 года — 82 хозяйства и 225 жителей, в 1997 году — 82 хозяйства и 233 жителя, в 1999 году — 223 жителя, в 2001 году — 193.
| 1859 | 2002 | 2010 |
| ---- | ---- | ---- |
| 530  | ↘198 | ↘190 |